# Santo Inácio do Piauí
Santo Inácio do Piauí est une municipalité brésilienne située dans l'État du Piauí.